# Парламентские выборы в Норвегии (1885)
Парламентские выборы в Норвегии проходили в 1885 году. В результате победу одержала Либеральная партия и Юхан Свердруп остался премьер-министром.

## Результаты
| Партия                                | Партия                                | Голоса  | %    | Места | +/- |
| ------------------------------------- | ------------------------------------- | ------- | ---- | ----- | --- |
|                                       | Либеральная партия                    | 57 683  | 63,4 | 84    | +1  |
|                                       | Консервативная партия                 | 33 284  | 36,6 | 30    | –1  |
| Недействительных/пустых бюллетеней    | Недействительных/пустых бюллетеней    | 1 341   | –    | –     | –   |
| Всего                                 | Всего                                 | 72 128  | 100  | 114   | 0   |
| Зарегистрированных избирателей / Явка | Зарегистрированных избирателей / Явка | 122 952 | 75.1 | –     | –   |
| Источники: Nohlen & Stöver            |                                       |         |      |       |     |